# Stade Iba Mar Diop
Stade Iba Mar Diop – wielofunkcyjny stadion w Dakarze, stolicy Senegalu. Obiekt może pomieścić 5000 widzów.
W 1979 roku na stadionie odbyła się pierwsza edycja lekkoatletycznych mistrzostw Afryki. Obiekt gościł też m.in. krajowe mistrzostwa w lekkiej atletyce.